# Зэбун
Зэбу́н (рум. zăbun, вариант: зобо́н рум. zobon; от тур. zıbın) — длинная боярская одежда без рукавов, которую носили поверх рубашки и антериу как мужчины, так и женщины. Она шилась из дорогих тканей и имела  праздничной или парадной. Впоследствии её стали носить и крестьяне. В XIX веке зэбун и антериу были частью традиционного костюма лэутаров.

## Этимология
Румынское слово zăbun происходит от тур. zıbın — короткий жилет, носимый под кафтаном. Термин широко распространён в Юго-Восточной Европе — аналогичные формы есть в болгарском (болг. зъбън, зубун, зибун, забун, зобун), сербском (серб. zubin, zobun), венгерском (венг. zobony, zubony). В арумынском языке слово зэбун встречается реже, уступая более употребимому арум. ţipune в южных говорах и арум. şigune на севере. Ср. также русский зипун.

## История
Самое раннее засвидетельствованное употребление термина относится к документу от 14 января 1594 года, в котором говорится о продаже «дулам из атла́са и одного зэбуна» (ст.‑слав. дꙋлѣми за коѳтирїе и един зѣбꙋн). Ещё более раннее упоминание встречается в документе от 10 ноября 1593 года, но оно дошло в копии XVIII века.
Позднее зэбун начинает использоваться и среди крестьян. Так, около 1700 года упоминаются рум. zăbune de ibrişin и рум. zăbun de dimie (зэбун из домотканой шерсти).
К концу XIX века слово зэбун отмечается как южнодунайский румынский архаизм, в особенности в южной части Молдовы, Добруджи, Мунтении и восточной части Олтении.

## Современность
Зэбун сохранился как часть народного костюма в некоторых регионах Румынии. Например, в районе Бран (Брашов) и на равнине Мунтении зэбуном называют утеплённую одежду из домашней шерсти, которую носят и мужчины, и женщины. В равнинной части Арада  используется форма зобон, а в регионе Молдавской возвышенности одежду из серого сукна называют во множественном zamboane числе замбоне.

## Внешние ссылки
- Zăbun (рум.). dexonline.ro. Архивировано 14 апреля 2025 года.